# Kathedrale San Martino

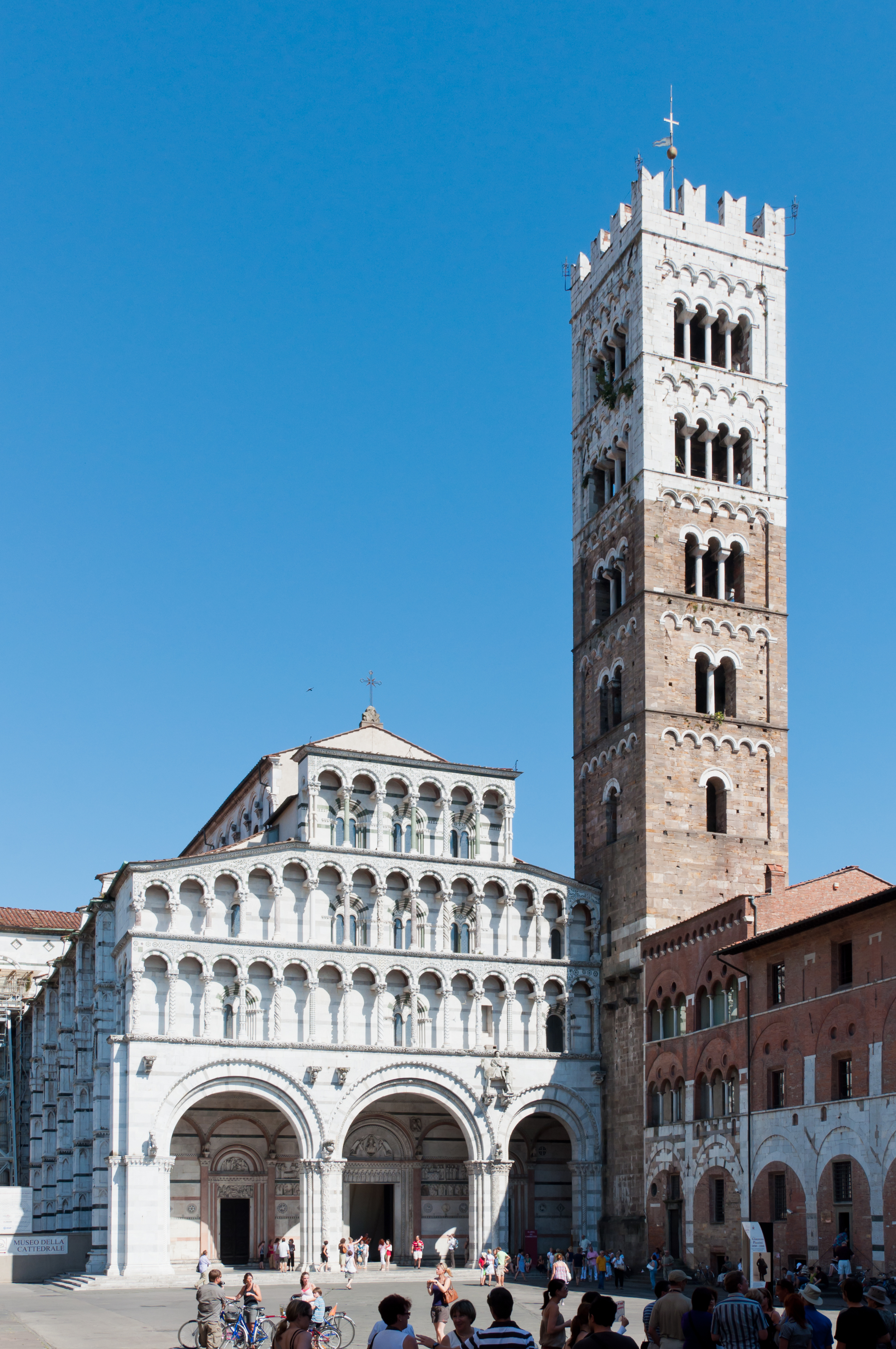
Vorderansicht San Martino

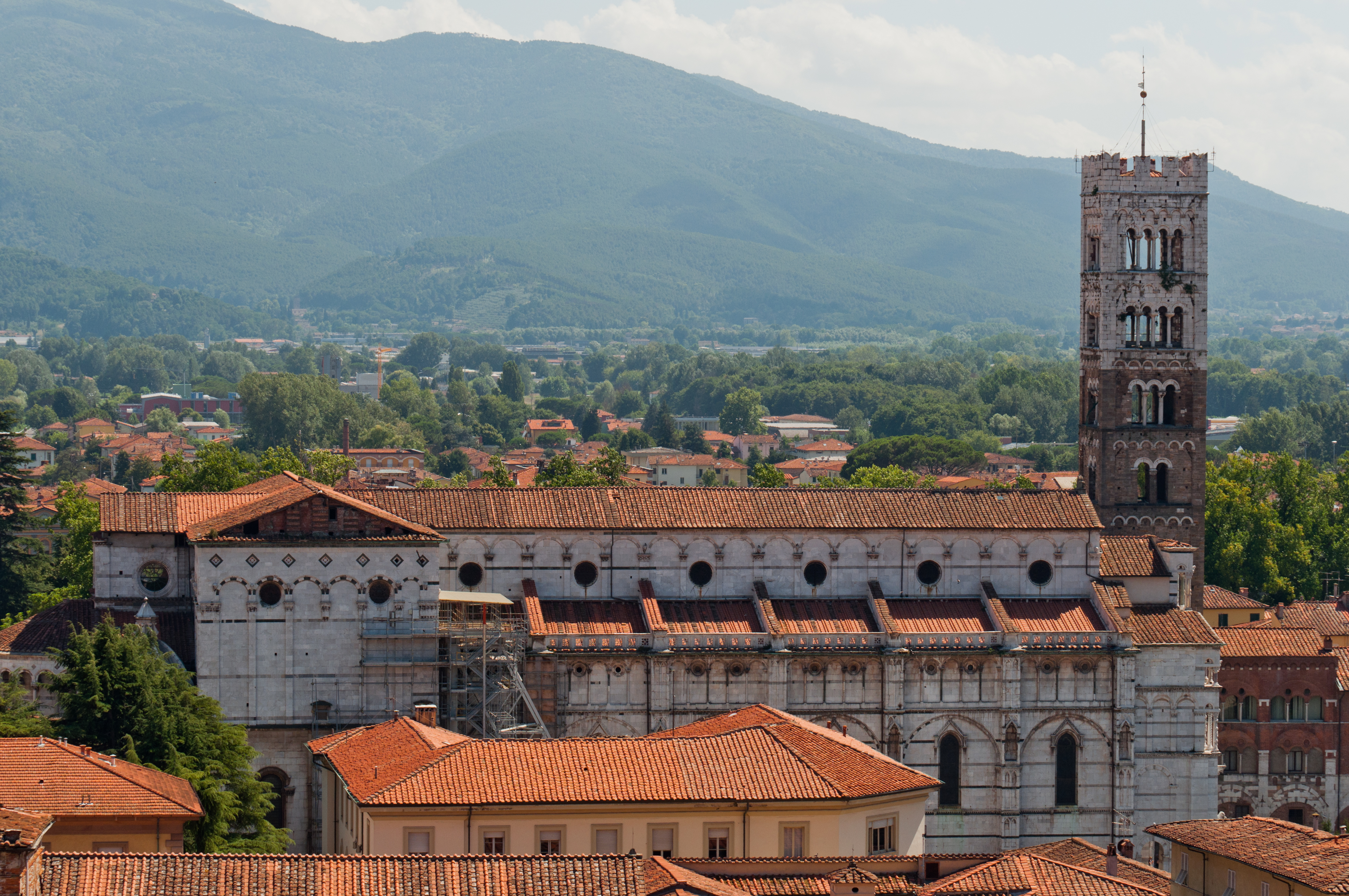
Ansicht vom Torre Guinigi aus

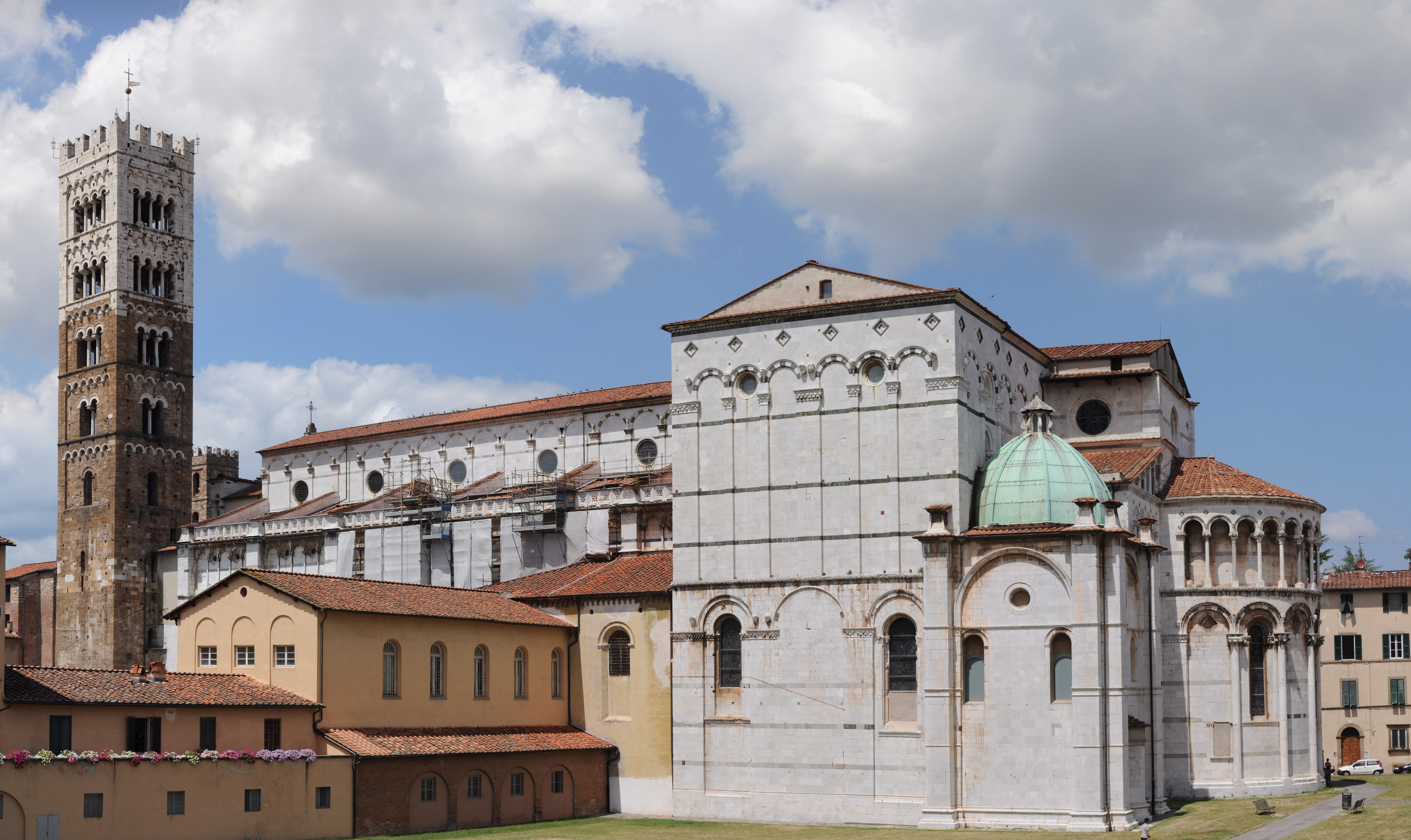
Ansicht von der Stadtmauer

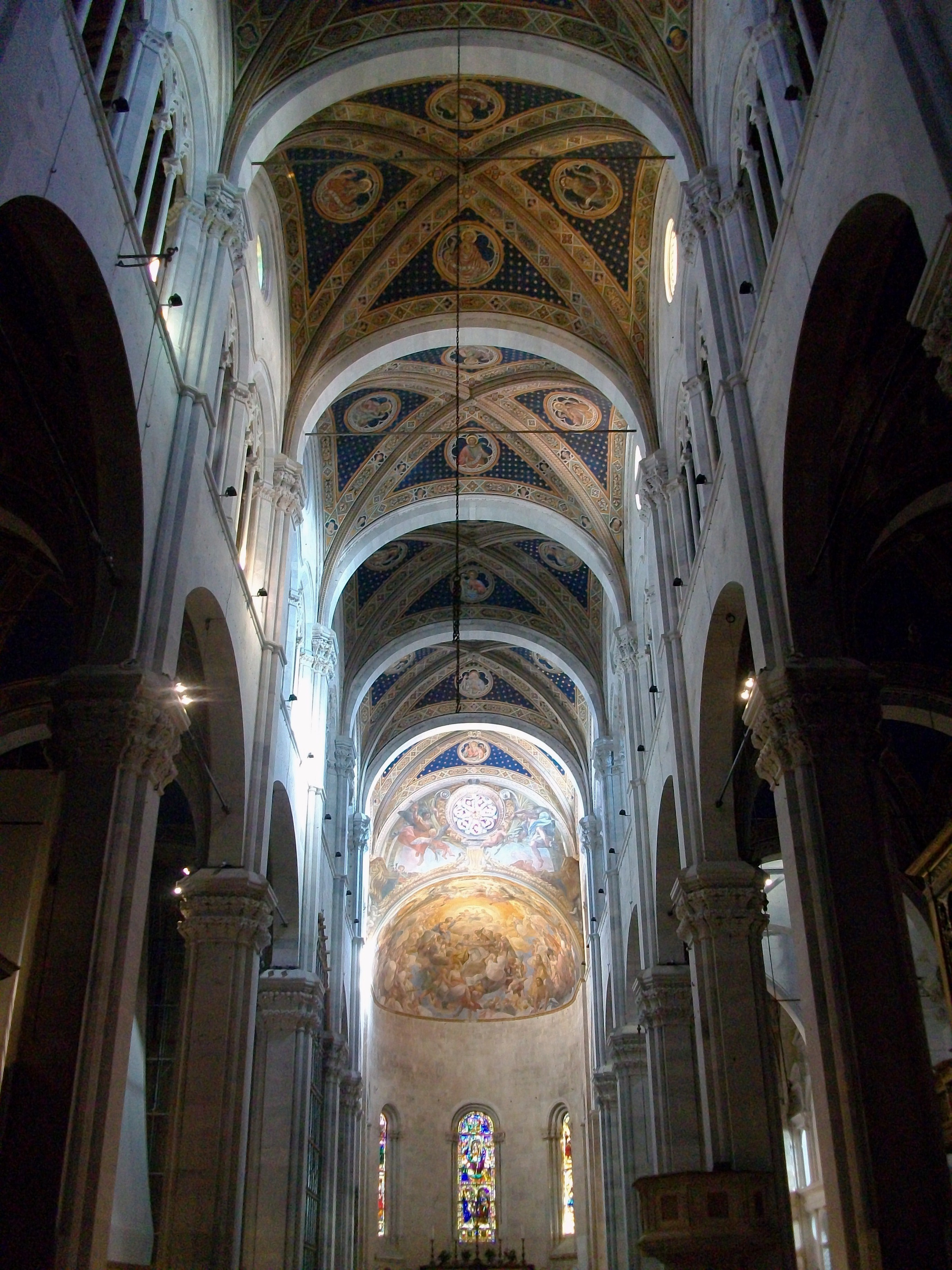
Blick durch das Mittelschiff

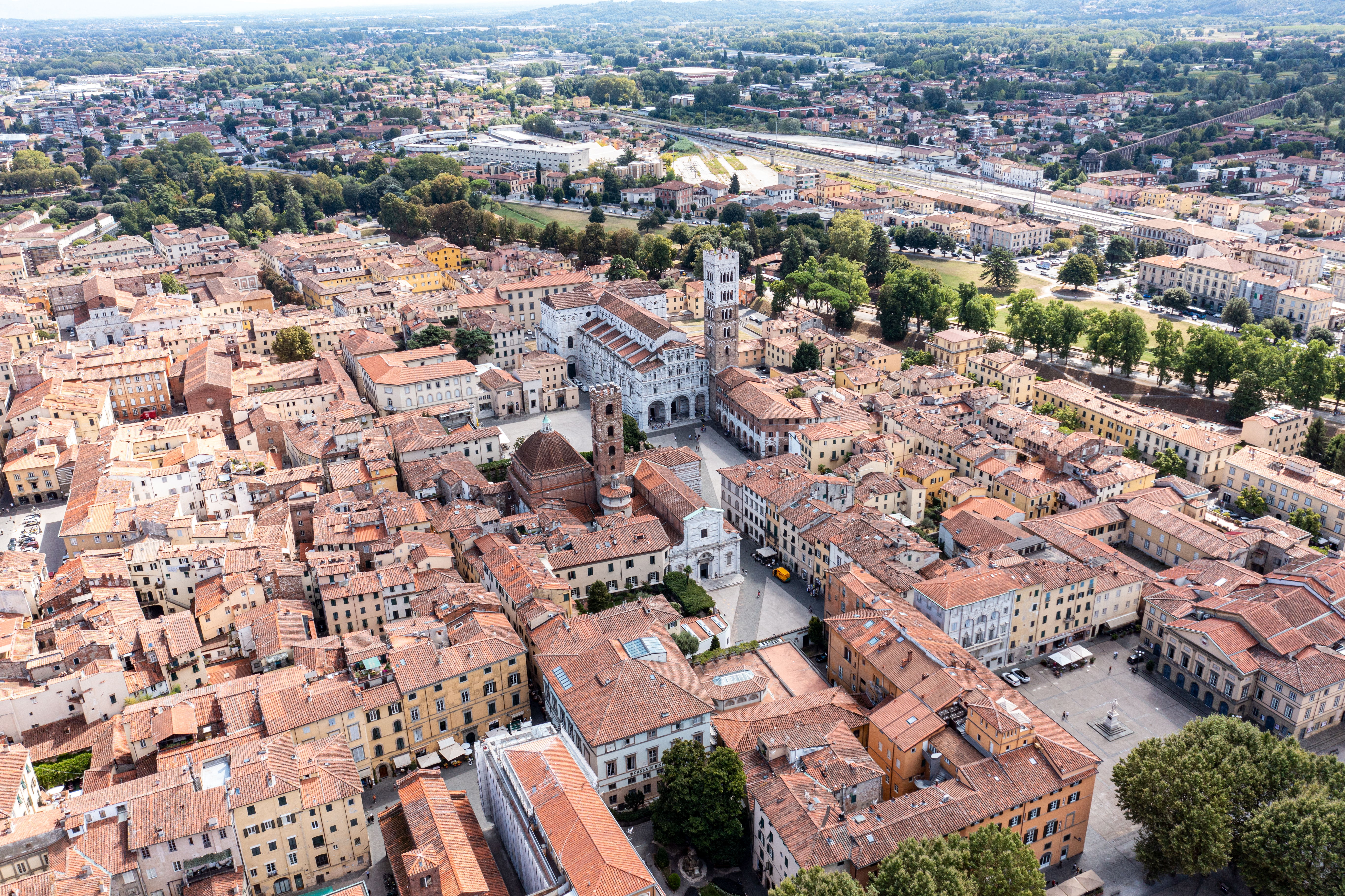
Die Kathedrale San Martino in der Altstadt Luccas

Die Kathedrale San Martino ist die Kathedrale des Erzbistums Lucca in Lucca (Italien). Das Kirchengebäude stammt aus dem ausgehenden 12. Jahrhundert (1196–1204) und liegt in direkter Nähe zur südlichen Stadtmauer am Domplatz.

## Kirchenbau
Die dreischiffige Kirche hat ein zweischiffiges Querhaus. Die Emporen des Langhauses sind nicht belichtet.
Die Fassade von San Martino gehört zur ältesten Bauperiode (Baumeister: Guidetto da Como). Normalerweise werden die Kirchen eher von Osten nach Westen gebaut, und die Fassade wird zuletzt errichtet. Diese hingegen wurde bereits im beginnenden 13. Jahrhundert mit dieser gestuften Arkadenreihe geschaffen, die als Dekorationsschicht vor der eigentlichen Fassadenmauer steht (vergl. Dom zu Pisa). Es dürfte eine der ersten Formen dieser Idee nach dem Pisaner Vorbild sein. Die Fassade ist mit der Vorhalle, die 1233–57 mit plastischem Schmuck ausgestattet wurde, ein eigener Bauteil, der auch heute noch sichtbar von dem dahinter liegenden Kirchenbau getrennt ist. Lucca hat mit seinen Fassadengestaltungen eine ganz eigene Richtung genommen und diese Fassaden zu einer eigenen Schauwand werden lassen, die höher sein kann als der Kirchenraum dahinter.
Besonderer Wert wurde dabei auf die absichtlich nicht einheitliche Gestaltung der Säulen gelegt. Die rechte Ecksäule des obersten Fassadengeschosses ist eine sogenannte Knotensäule. Eine derartige Säule hatte im Mittelalter apotropäische Bedeutung, sie sollte Unheil durch Zauberzeichen abwehren. Die Verknotung einer Doppelsäule in der Mitte galt als ein solches Zauberzeichen. Auch später wurde noch mit solchen Mitteln gearbeitet. Bei gotischen Kathedralen hatten beispielsweise die Wasserspeier häufig die Gestalt von Ungeheuern.
An den Säulen und den Wandflächen wurde jede Möglichkeit zu einer feinen Ornamentik genutzt, deren Motive wahrscheinlich aus der Teppichwebekunst stammen.
In der Chorpartie des Domes wurde das Gliederungsschema der Fassade wieder aufgegriffen. Auch hier wird die Tendenz deutlich, wenn auch nicht so schön und morgenländisch wie in Pisa, das ganze Gebäude mit aufgeblendeten Bogenstellungen zu umziehen.

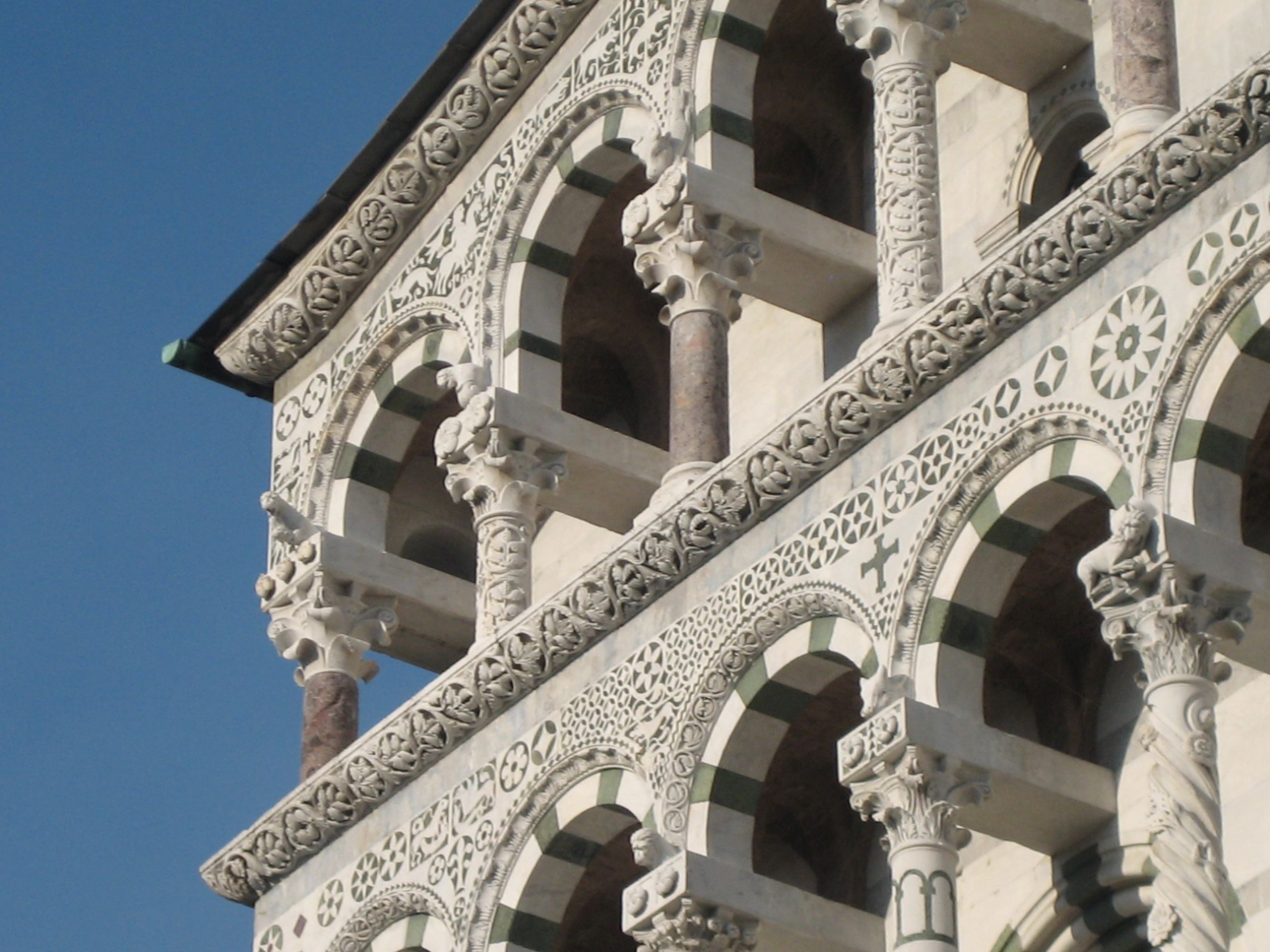
Ausschnitt aus der Fassade
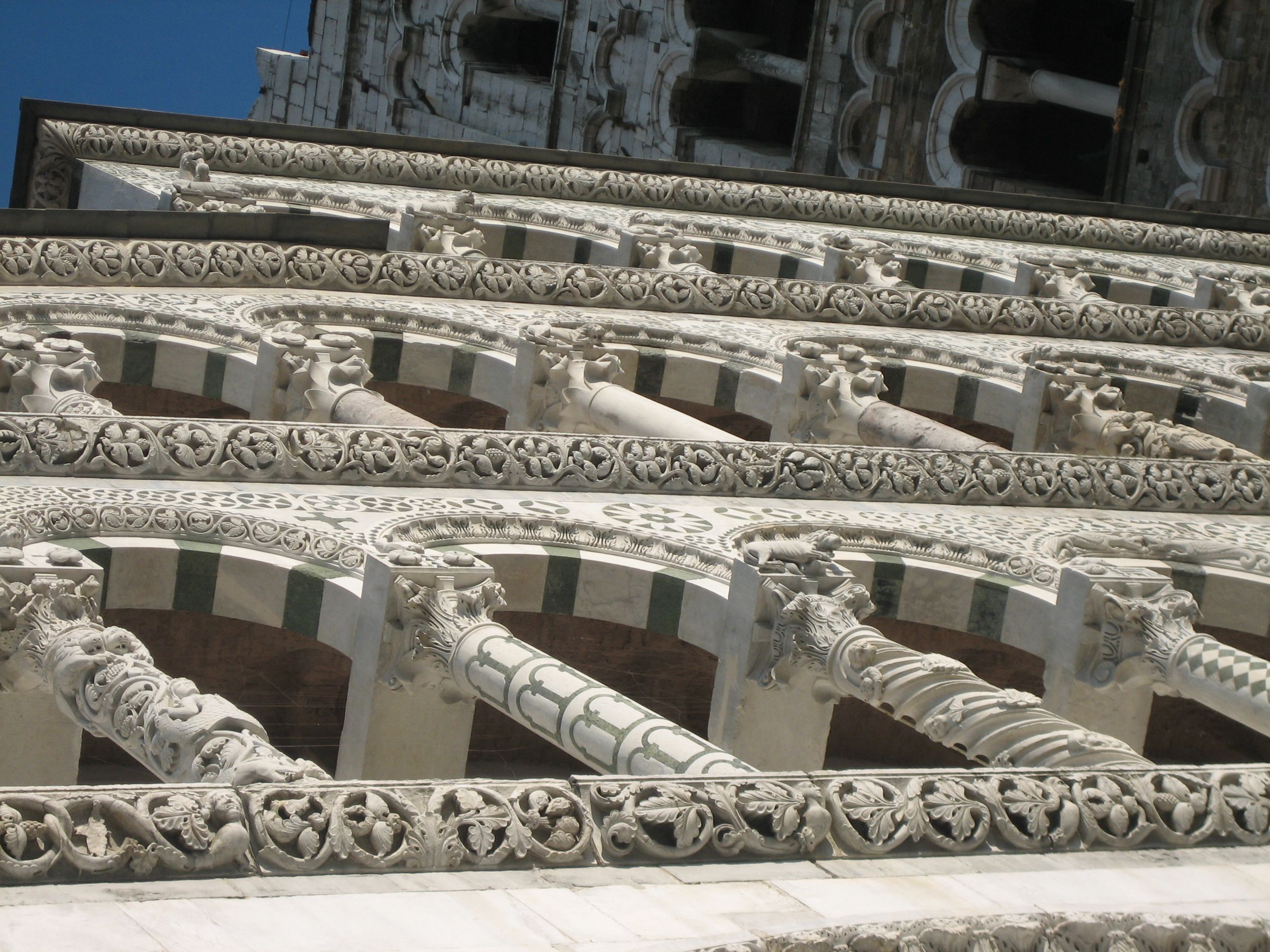
Detail der Fassade
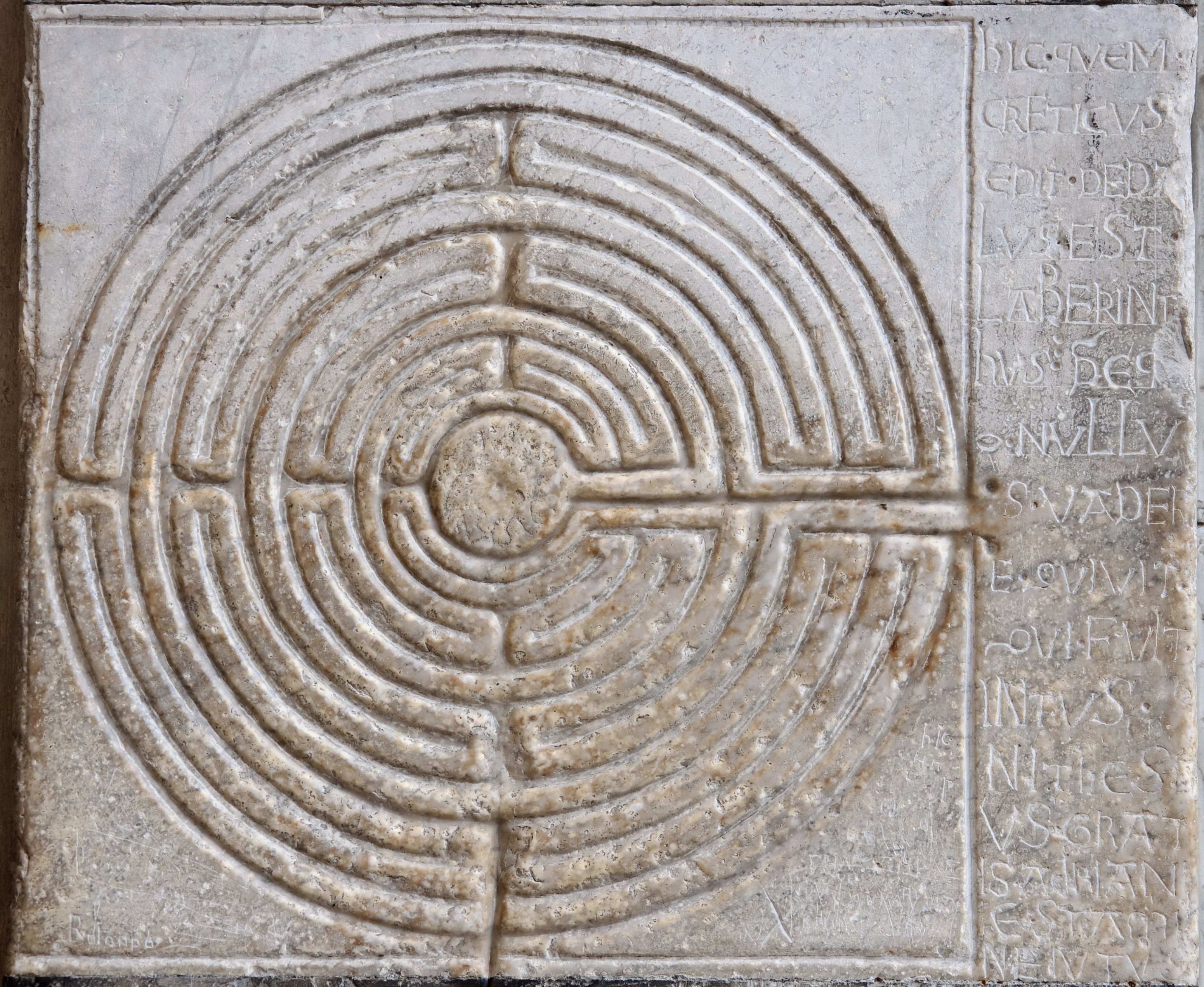
Kathedrale von Lucca, Fingerlabyrinth, Durchmesser 50 cm
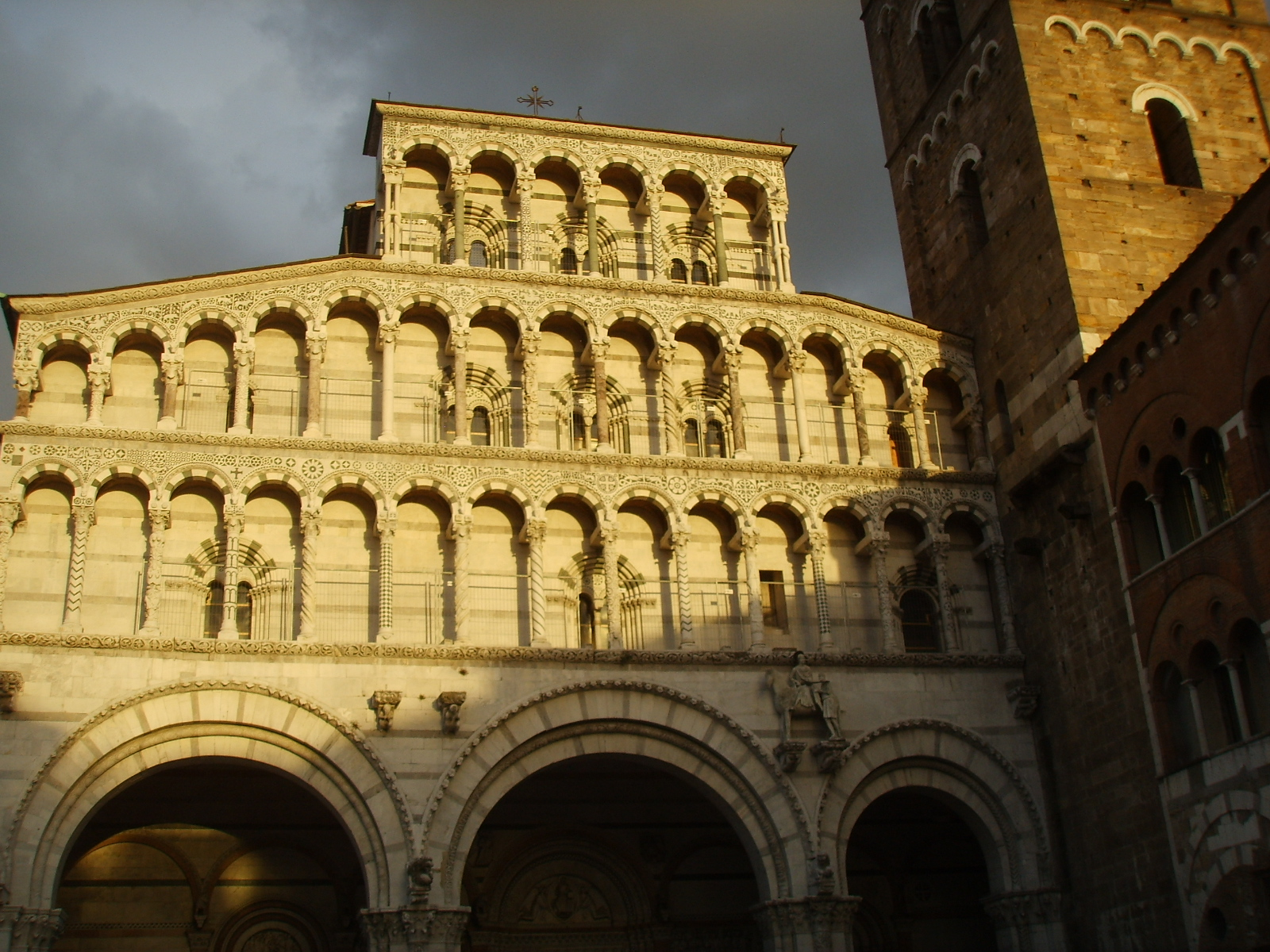
Blick auf die Westfassade
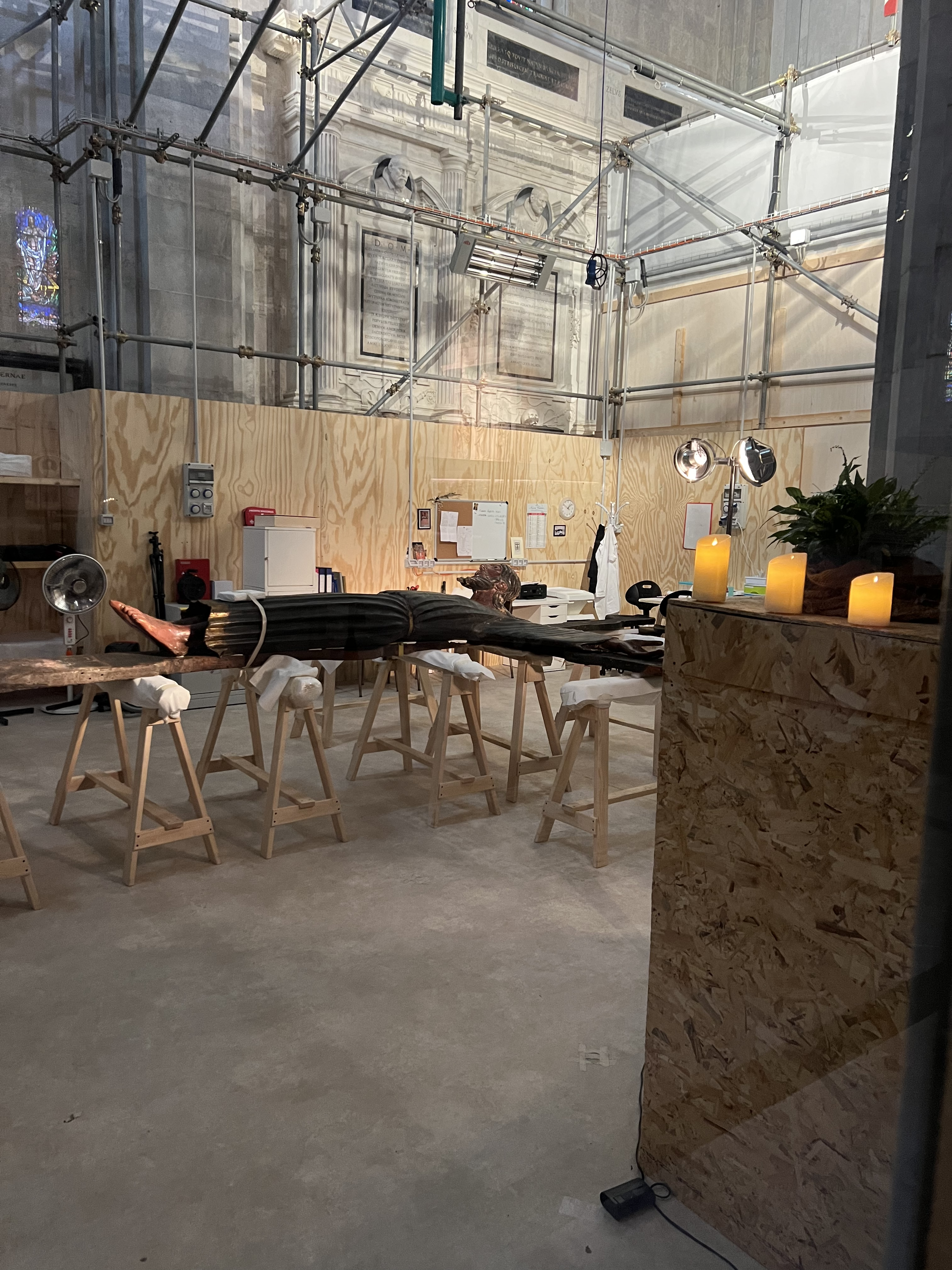
Santo Volto während der Restaurierung in der Kirche

## Ausstattung

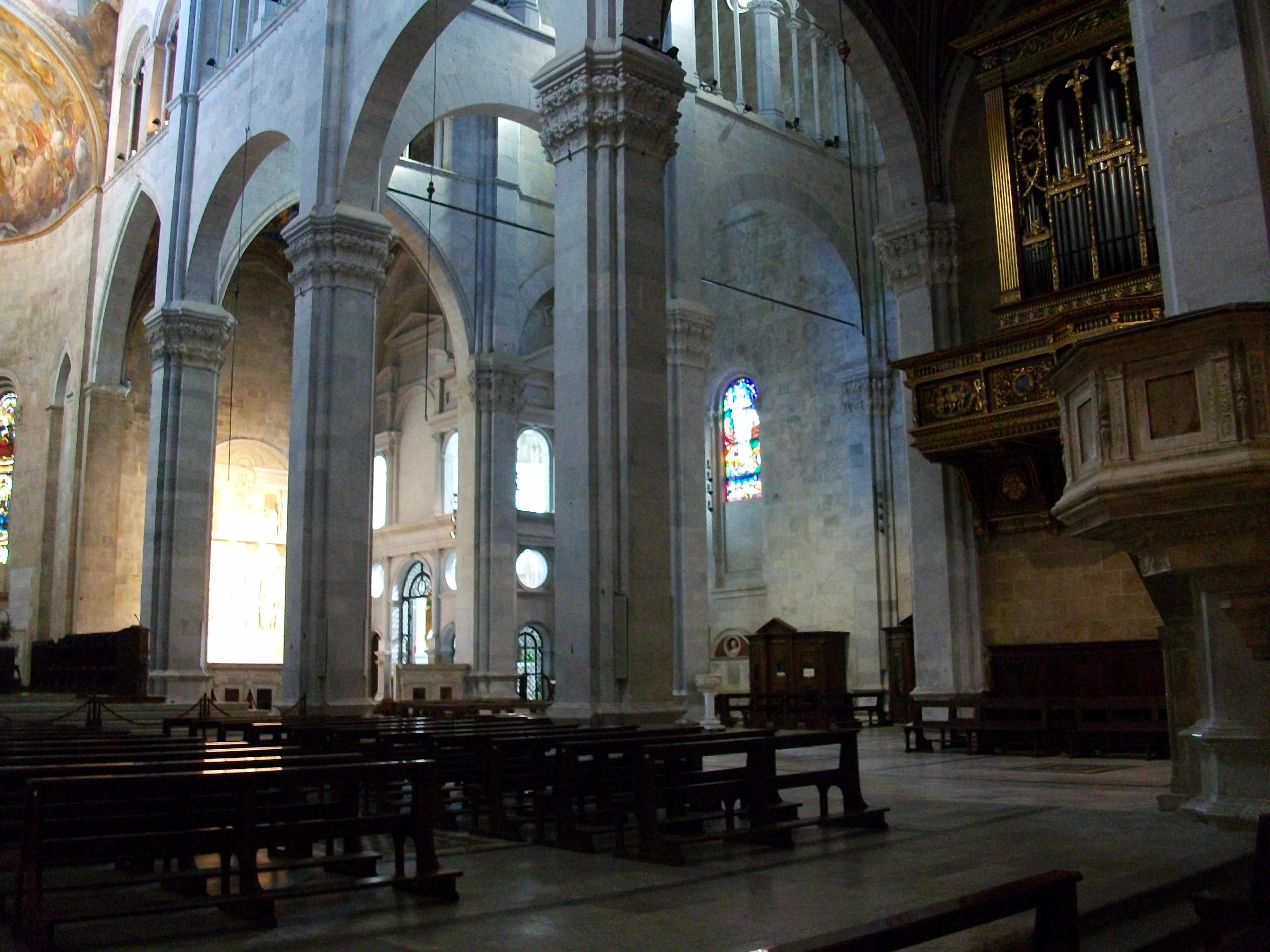
Blick in das Seiten- und Querschiff mit Orgelprospekt

Im Innenraum ist vor allem der Sarkophag der Ilaria del Carretto von Jacopo della Quercia (1374–1438) aus der Zeit um 1406 erwähnenswert.
Im Eingangsbereich der westlichen Vorhalle wurde ein senkrecht in die Wand gemeißeltes Flachrelief verewigt, ein sogenanntes Fingerlabyrinth. Es entspricht in seiner Linienführung dem Chartreser Labyrinth in der Kathedrale von Chartres und wird auf das Ende des 12. oder Anfang des 13. Jahrhunderts datiert.
Das Altarbild des dritten Seitenaltars rechts stammt von Jacopo Tintoretto, das Letzte Abendmahl malte er vor 1550.
Im Mittelschiff befindet sich als Fußbodenmosaik  Urteil des Salomo von 1475. Es ist ein Werk von Antonio di Ghino da Siena.
Das  Sakramentshaus („Tempietto“) wurde 1484 von Matteo Civitali geschaffen. Im Inneren das Holzkruzifix Volto Santo von Lucca, welches schon von Dante gerühmt wurde.

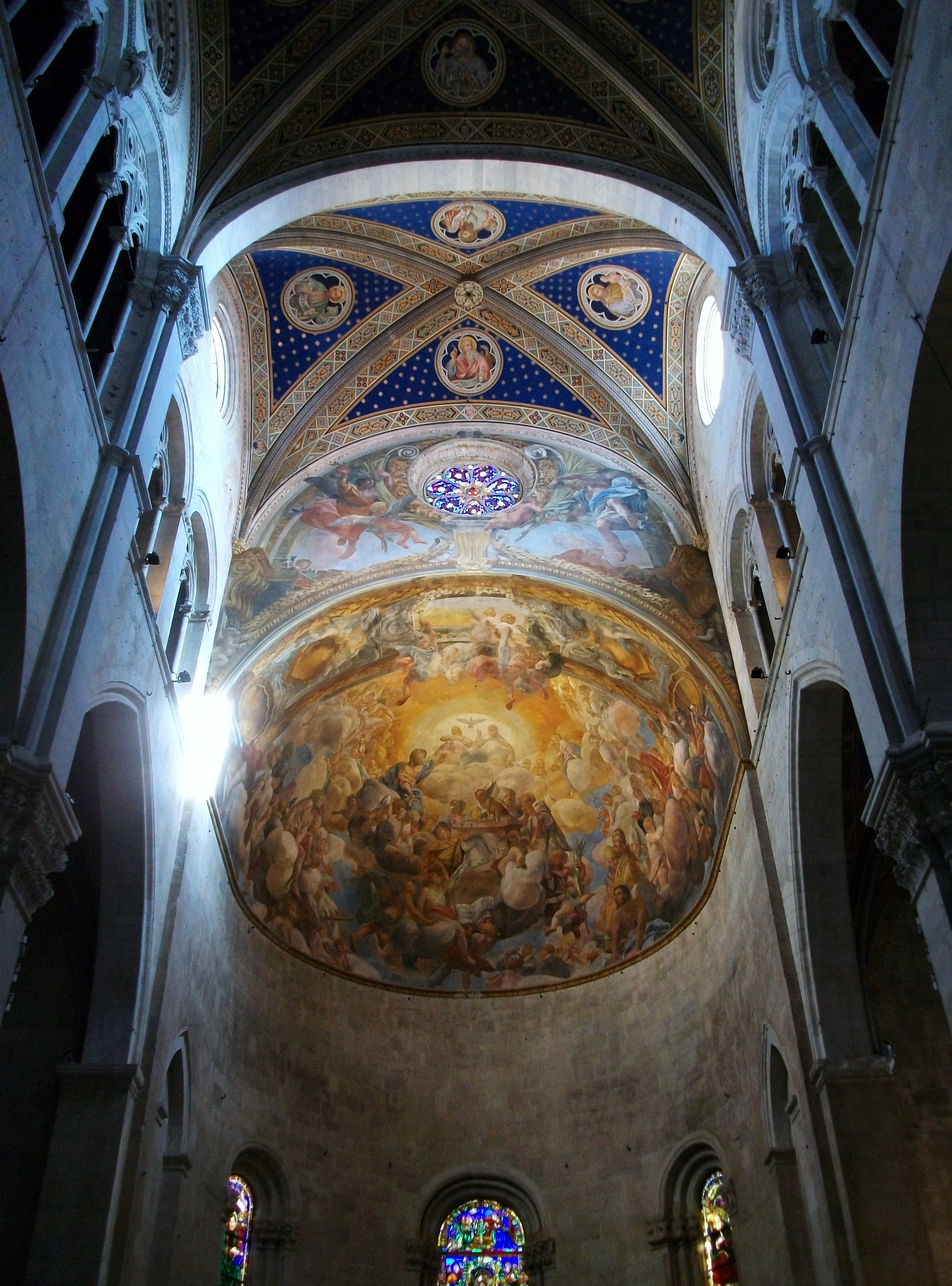
Blick in den Altarraum
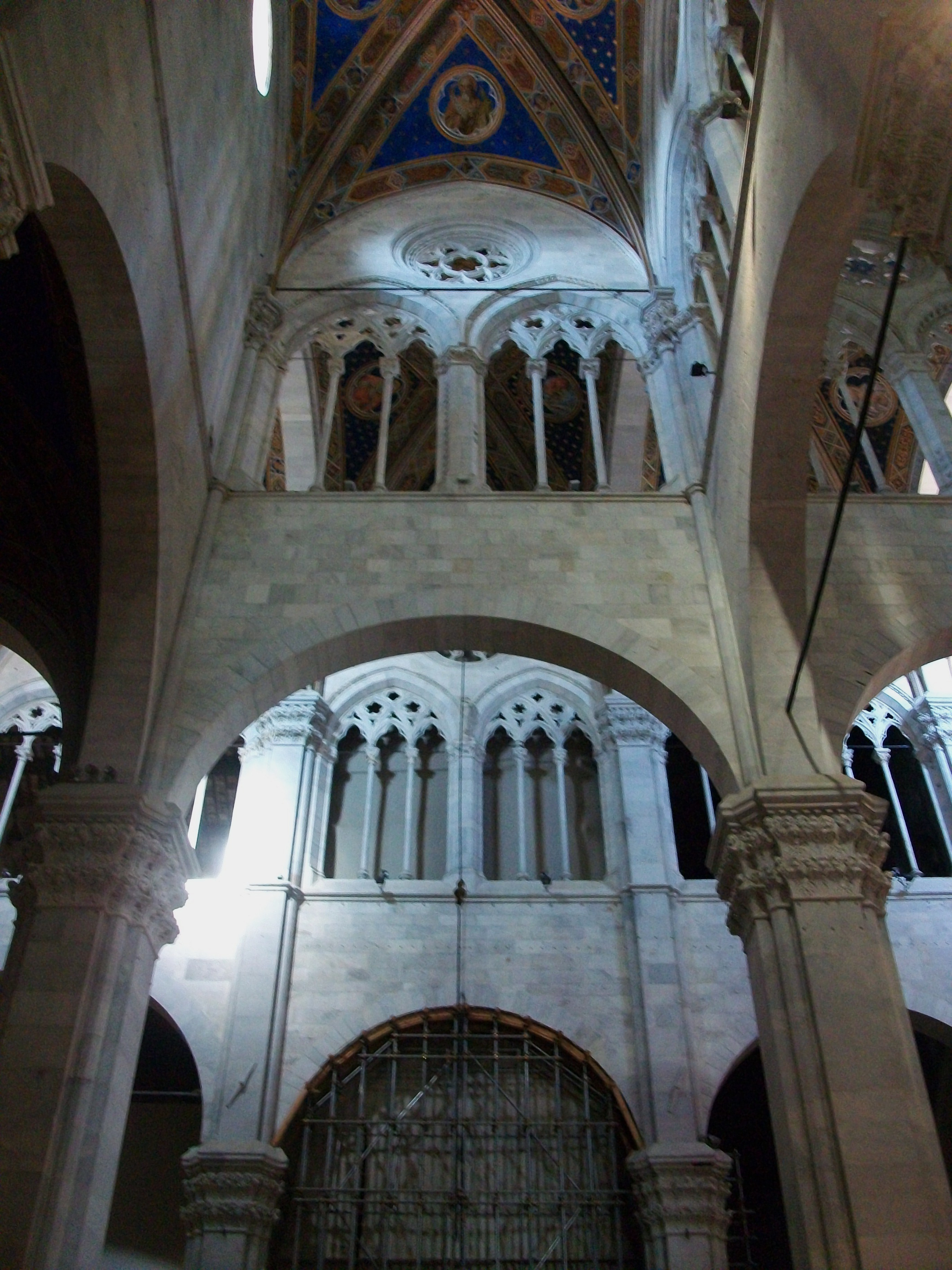
Blick in die Gewölbe
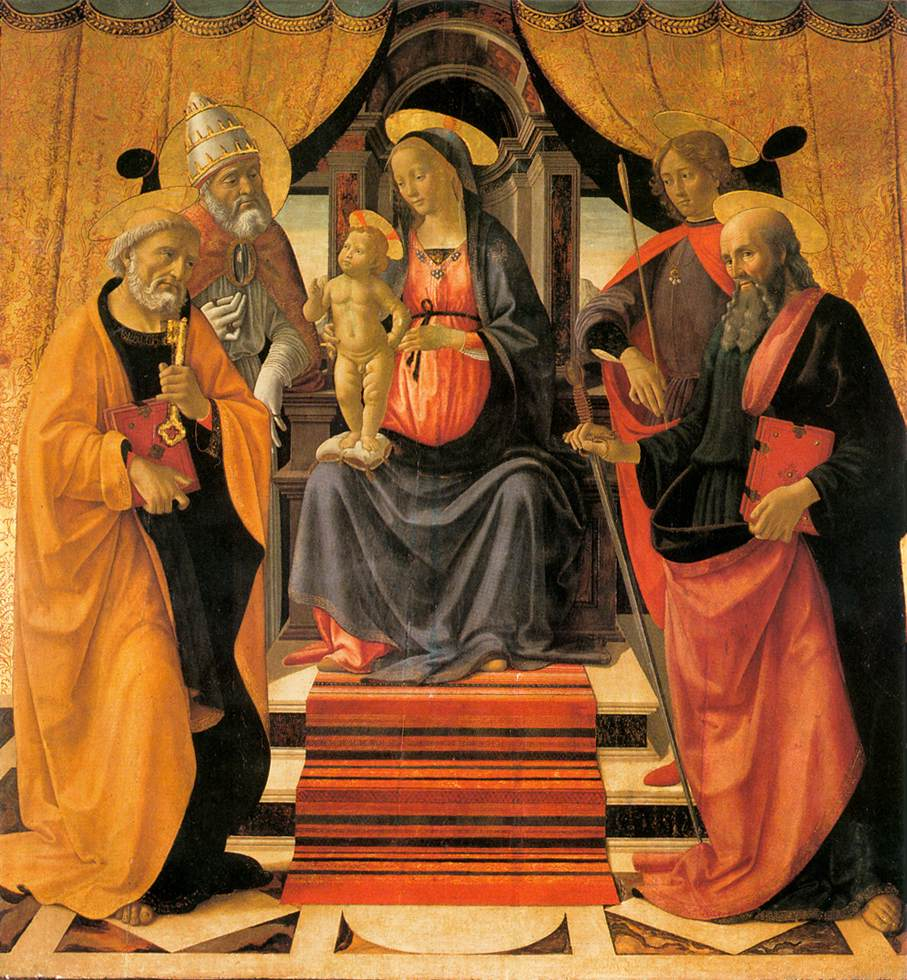
Gemälde (um 1479)
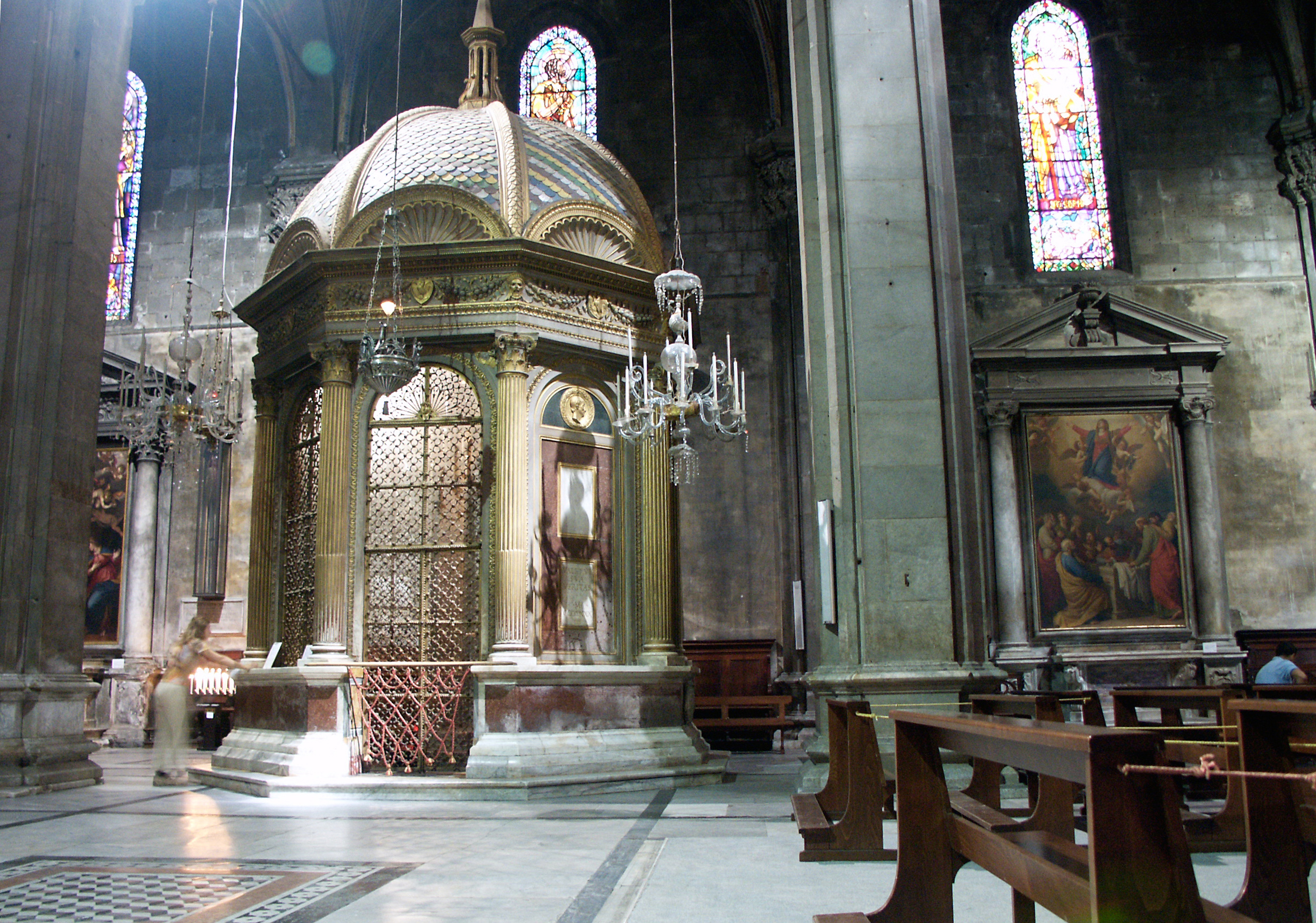
Sakramentshaus („Tempietto“)
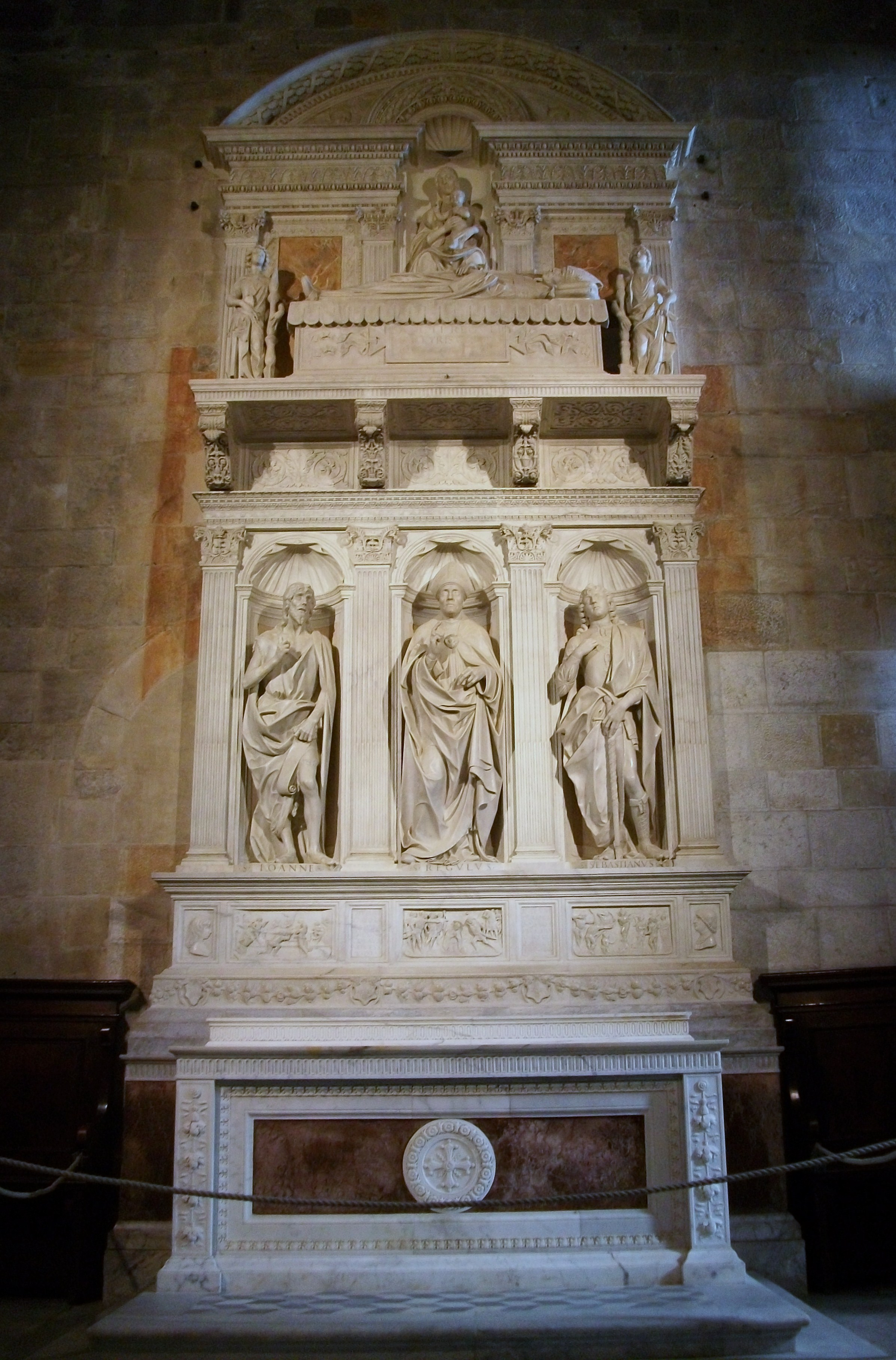
San Regolo-Altar
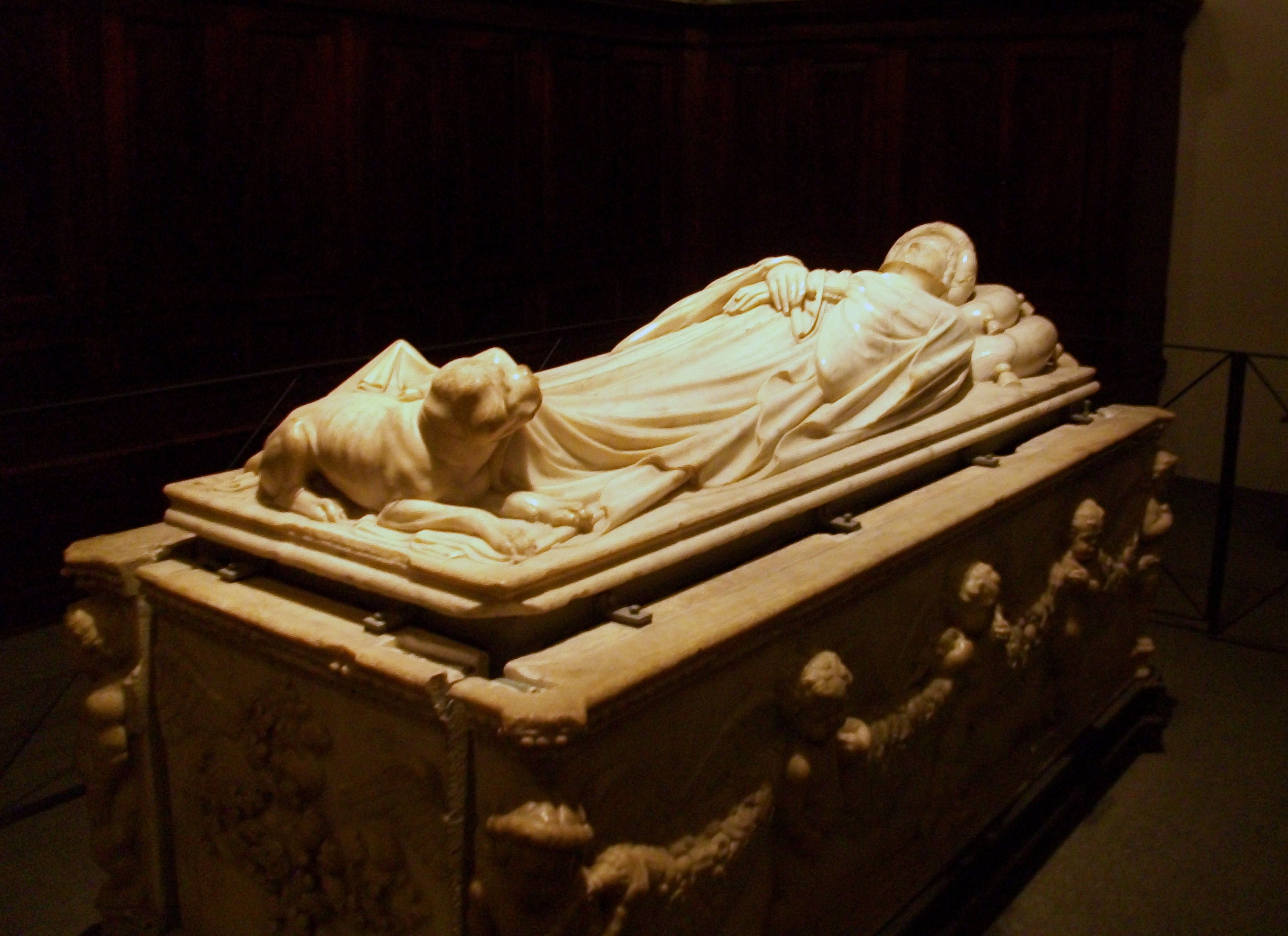
Sarkophag der Ilaria del Carretto
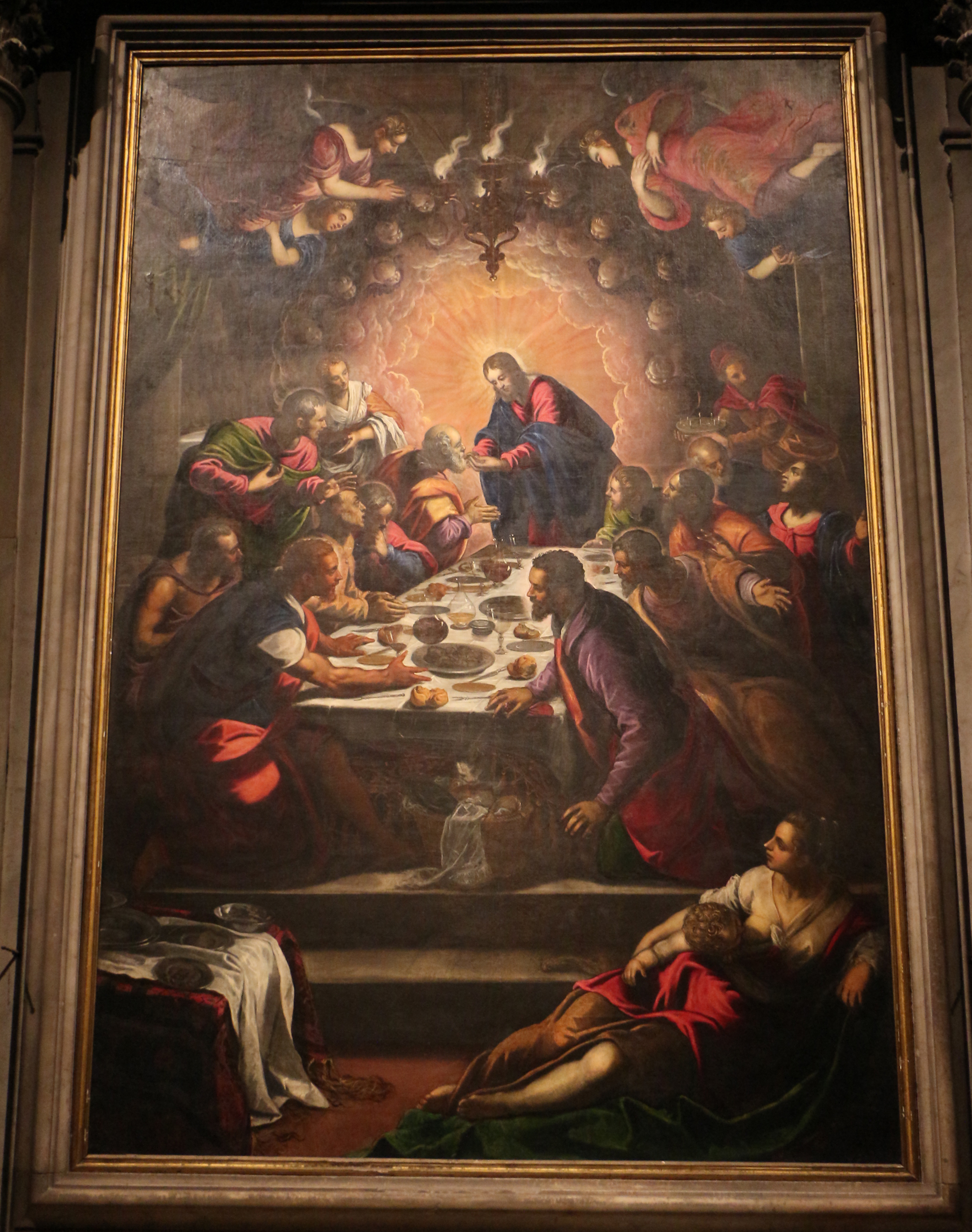
Das Letzte Abendmahl von Tintoretto
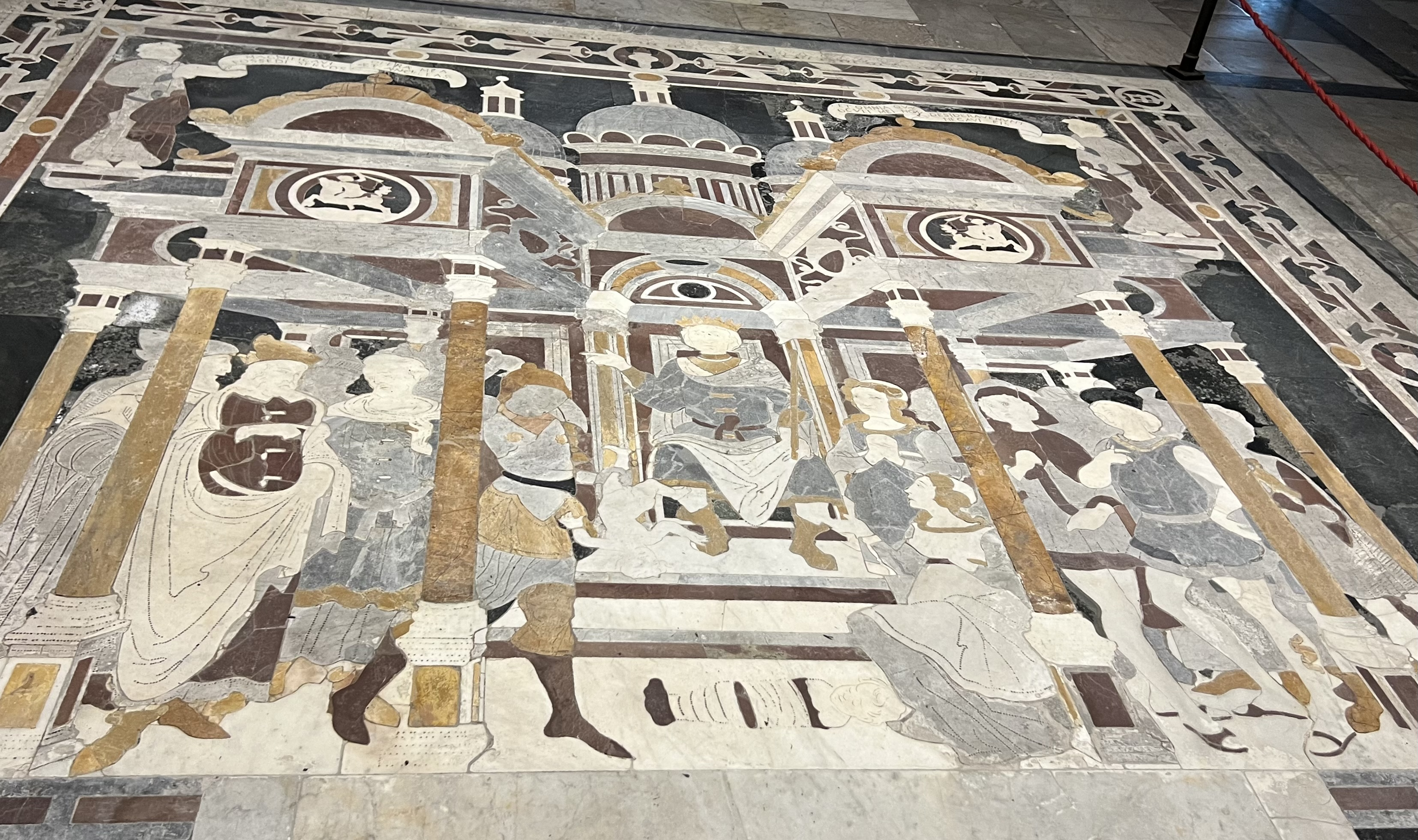
Mosaik: Urteil des Salomon

## Orgel
Die Orgel wurde 1955 von der Orgelbaufirma Mascioni erbaut. Das Schleifladen-Instrument hat 48 Register auf drei Manualen und Pedal. Die Trakturen sind elektrisch. Die einzelnen Werke sind über den Kathedralraum verteilt: Hinter dem Hauptaltar findet sich das „positivo corale“ mit zugehörigen Pedalregistern. Grand’Organo, Organo Espressivo und das Pedalwerk sind in zwei Renaissance-Gehäusen untergebracht, von denen sich jeweils eines auf einer kleinen Tribüne im jeweiligen Seitenschiff befindet, in unmittelbarer Nähe zum Querschiff. Die Orgelprospekte liegen einander gegenüber zum Mittelschiff hin. Das Instrument lässt sich von einem mobilen Spieltisch aus bedienen.
| I Positivo corale C-c4 |                   |       |
|                        | nicht schwellbar  |       |
| 1.                     | Principale        | 8′    |
| 2.                     | Ottava            | 4′    |
| 3.                     | Decimaquinta      | 2′    |
| 4.                     | Ripieno IV        |       |
| 5.                     | Corno di camoscio | 8′    |
| 6.                     | Unda maris        | 8′    |
|                        | schwellbar        |       |
| 7.                     | Bordone           | 8′    |
| 8.                     | Flauto            | 4′    |
| 9.                     | Nazardo           | 2 ⁄3′ |
| 10.                    | Flautino          | 2′    |
| 11.                    | Viola             | 8′    |
| 12.                    | Tromba dolce      | 8′    |

| II Grand’Organo C-c4 |                   |       |
| 13.                  | Principale        | 16′   |
| 14.                  | Principale I      | 8′    |
| 15.                  | Principale II     | 8′    |
| 16.                  | Ottava            | 4′    |
| 17.                  | Duodecima         | 2 ⁄3′ |
| 18.                  | Decimaquinta      | 2′    |
| 19.                  | Ripieno grave III |       |
| 20.                  | Ripieno acuto V   |       |
| 21.                  | Dulciana          | 8′    |
| 22.                  | Flauto traverso   | 8′    |
| 23.                  | Tromba            | 8′    |
| 24.                  | Voce umana        | 8′    |

| III Espressivo C-c4 |                 |        |
| 25.                 | Bordone         | 16′    |
| 26.                 | Bordone         | 8′     |
| 27.                 | Diapason        | 8′     |
| 28.                 | Principalino    | 4′     |
| 29.                 | Ripienino III   |        |
| 30.                 | Flauto in VIII  | 4′     |
| 31.                 | Flauto in XII   | 2 ⁄3′  |
| 32.                 | Silvestre       | 2′     |
| 33.                 | Decimino        | 1 3⁄5′ |
| 34.                 | Sesquialtera II |        |
| 35.                 | Oboe            | 8′     |
| 36.                 | Voce celeste    | 8′     |
|                     | Tremolo         |        |

| Pedale C-g1 |                |     |
| 37.         | Contrabbasso   | 16′ |
| 38.         | Principale     | 16′ |
| 39.         | Bordone        | 16′ |
| 40.         | Basso          | 8′  |
| 41.         | Bordone        | 8′  |
| 42.         | Corno camoscio | 8′  |
| 43.         | Ottava         | 4′  |
| 44.         | Controfagotto  | 16′ |
| 45.         | Trombone       | 8′  |

| Pedale corale C-g1 |          |     |
| 46.                | Subbasso | 16′ |
| 47.                | Coperto  | 8′  |
| 48.                | Flauto   | 4′  |